# Shannon (zone)
Pour les articles homonymes, voir Shannon.
La zone Shannon est une zone de météorologie marine des bulletins larges de Météo-France située au large du sud-ouest de l'Irlande. Elle s'étend de 50°N à 53°30'N et de 10°W à 15°W. Elle est bordée par les zones de :
- Rockall au nord
- Fastnet à l'est
- Sole au sud

Elle doit son nom au fleuve Shannon qui se jette dans ces parages.